# ハイクオソフト
ハイクオソフトはかつて存在したパートナーブランド加盟のアダルトゲームブランド。

## 概要
同人ゲームサークル「ハイクオ」のスタッフが設立した。
商業での第2作目であるよつのはがヒットし、メインヒロインの一人「猫宮のの」をスピンオフしたゲームが2作発売された。
2018年10月3日に破産手続を開始。

## 作品一覧
同人ゲーム
- 2002年8月31日 - ぬいぐるみPLAY
- 2002年9月17日 - やどがみ -大切を犠牲にする最低から始まる物語-
- 2003年2月8日 - ぬいぐるみPLAY2 -ファンシー四姉妹の野望-
- 2003年8月28日 - アイリスの庭に -兄と妹のメイド物語-
- 2003年11月2日 - かたおもい -想うことの贅沢 教えてくれたのはあなた-
- 2004年5月1日 - アンドロイドな妹

商業ゲーム
- 2004年9月24日 - すくみずポリス
- 2006年1月27日 - よつのは
  - 2006年9月1日 - よつのは DVD-ROM版
  - 2006年9月25日 - 幼なじみとの暮らし方
  - 2007年8月24日 - ののと暮らそ!（全年齢対象）
- 2009年6月26日 - さくらさくら
  - 2013年4月26日 - さくらさくらFESTIVAL!
- 2014年2月28日 - ひとなつの
- 2017年9月29日 - 面影レイルバック

## 主なスタッフ
原画
- 越乃
- ひーで
- Xsara
- カスカベアキラ
- 緋賀ゆかり

シナリオ
- たとむ
- Keikei

音楽
- 響那良